# GBC (equipo ciclista)
El equipo G.B.C., conocido también como Wega, fue un equipo ciclista italiano, de ciclismo en ruta que compitió entre 1963 a 1977. El año 1970 tuvo licencia suiza al fusionarse con el Zimba.

## Principales resultados
- Coppa Placci: Roberto Ballini (1969)
- Gran Premio de Frankfurt: Rudi Altig (1970)
- Tour de Berna: Eric Spahn (1972)
- Giro de la Provincia de Reggio de Calabria: Wladimiro Panizza (1973)
- Giro de la Romagna: Wladimiro Panizza (1973), Roberto Ceruti (1977)

### A las grandes vueltas
- Giro de Italia
  - 8 participaciones (1968, 1969, 1970, 1971, 1972, 1973, 1976, 1977)
  - 1 victorias de etapa:
    - 1 el 1969: Roberto Ballini

  - 0 clasificación finales:
  - 0 clasificaciones secundarias:

- Tour de Francia
  - 0 participaciones

- Vuelta a España
  - 1 participaciones (1972)
  - 0 victorias de etapa:
  - 0 clasificaciones secundarias: